# Skibidi Toilet
Skibidi Toilet és una sèrie animada allotjada al servei YouTube Shorts per "DaFuq!?Boom!". La sèrie descriu una guerra entre els anomenats "Skibidi Toilets", entitats representades per caps incorporis dins de vàters en moviment, i una facció d'humanoides amb càmeres de CCTV, altaveus i televisors per caps anomenada "Agents". El primer episodi es va publicar el febrer de 2023.
Skibidi Toilet es distingeix pels seus efectes visuals peculiars, caràcter sense sentit, durada curta i humor escatològic. Els vídeos es van fer virals als pocs mesos del seu debut: ràpidament van guanyar milions de visualitzacions, convertint-se en un mem d'Internet tant a YouTube com a TikTok. Segons el servei Tubefilter, el canal "DaFuq!?Boom!" es va convertir en el canal de YouTube més vist dels Estats Units el juny de 2023, fins i tot superant MrBeast.

## Antecedents i producció[calcitació]
Skibidi Toilet és produït per Alexey Gerasimov (en rus: Алексей Герасимов, nascut el 1997 o el 1998), també conegut com "DaFuq!?Boom!" i "Blugray". Des del 2014, ha estat aprenent animació pel seu compte. Viu al país de Geòrgia. El seu canal ha vist èxits anteriors; el seu vídeo I'M AT DIP va acumular més de 45 milions de visualitzacions el juliol de 2023.
Publicat per primera vegada el febrer de 2023, cada episodi es produeix amb Source Filmmaker, un programari gratuït de gràfics per ordinador en 3D publicat per Valve, sovint utilitzat per crear i editar clips i pel·lícules en línia. Alguns actius utilitzats a la sèrie són extrets de videojocs com Half-Life 2 i Counter-Strike: Source. El 2022, la cançó "Dom Dom Yes Yes" de Biser King es va convertir en un meme de TikTok. Una altra usuaria de TikTok, Paryss Bryanne, al seu torn, va parodiar aquest meme, complementant-lo amb el seu estil d'actuació brusca amb talls ràpids. Gerasimov cita la seva adaptació com una de les inspiracions de Skibidi Toilet.
Cada pocs dies es publiquen nous vídeos i s'ha ampliat l'espai entre episodis per millorar la qualitat de la producció. A partir de gener de 2024, la sèrie està sent investigada per la policia russa pel seu suposat dany als nens, després d'un informe fet per un resident de Moscou.

## Trama
La sèrie documenta l'enfrontament entre els Sibidi Toilets i humanoides amb maquinari com càmeres de CCTV per cap anomenats Agents. Un tret característic de cada episodi és la menció d'un remix de la cançó Give It To Me de Timbaland  i Dom Dom Yes Yes de Biser King, que o bé acompanya el que passa a la pantalla, o bé és cantada pels Skibidi Toilets, essent de fet la seva llengua de comunicació. Els esdeveniments es presenten des del punt de vista d'un dels Agents utilitzant la seva càmera per filmar-los, que al final de gairebé tots els episodis sol quedar atrapat o assassinat per un atac dels Skibidi Toilets. La trama de la sèrie es caracteritza perquè cada un dels dos bàndols utilitza armes cada cop més poderoses, desenvolupa mètodes avançats de defensa i modifica els seus propis cossos: així, en episodis posteriors, apareixen personatges més grans amb intel·ligència i habilitats més desenvolupades. Hi ha més de 70 episodis a la sèrie, i cada un d'ells influeix en el següent.

## L'univers de la sèrie
De moment, l'univers de la sèrie està representat per dos bàndols: Skibidi Toilets i Agents. Els Agents es divideixen en Cameramen, Speakermen i TVmen. Tant els Skibidi Toilets com els Agents tenen diferents variants, que es diferencien en mida (titans, personatges estàndard i personatges petits), velocitat de moviment, tipus de moviment (lliscant, teleportació, volador), armes, color, etc. Els lavabos Skibidi es sotmeten a modificacions corporals al Laboratori Skibidi sota la direcció del científic Skibidi, mentre que els Agents d'investigació modifiquen els Agents en un hangar d'alt secret. Skibidi Toilets està dirigit per un enorme lavabo G-Man, mentre que els Agents no tenen líders, sinó que lluiten com un sol equip.

## Producció
"Skibidi Toilet" va ser creat per Alexey Gerasimov, més conegut com "DaFuq!?Boom!" i "Blugray" a YouTube. Des del 2014, va estudiar animació de manera independent durant 9 anys. Viu a Geòrgia. Anteriorment s'han publicat diversos vídeos virals al seu canal; per exemple, el seu curtmetratge "I'M AT DIP" va rebre més de 45 milions de visualitzacions.
Cada episodi es crea utilitzant Source Filmmaker, un programari de gràfics per ordinador en 3D desenvolupat per Valve. Tal com assenyala la revista britànica Dazed, la creació de la sèrie es va inspirar en els vídeos de ball de TikTok de l'usuari @yasincengiz38, que inclouen la mateixa música. Alguns moments estan extrets de Half-Life 2.

## Recepció i influència

### Crítica
La revista Dazed va dir que Skibidi Toilet és «frenètic, impredictible, divertit i, de vegades, realment inquietant». Moltes fonts van destacar un tuit viral, en què l'usuari @AnimeSerbia va anomenar la sèrie «l'Slender Man de la Generació Alfa».

### Popularitat
Segons la classificació de Tubefilter, a finals d'abril de 2023, DaFuq!?Boom! va entrar als cinquanta canals de YouTube més vistos als Estats Units, al lloc 33. L'editor Sam Gutelle va comentar que els animadors «solien lluitar amb les demandes de l'algorisme de YouTube; ara és possible obtenir milions de visites amb un munt de vàters pixelats». Al juny, el canal havia aconseguit la fita de cinc mil milions de visites totals, el que el va convertir en el canal de YouTube més vist als EUA durant aquest mes. També va obtenir 2900 milions de visites i va experimentar un augment setmanal del 9% a l'audiència. Gutelle va assenyalar que fins als últims mesos, el canal existia en gran manera fora del radar, a excepció d'alguns «empedernits de l'animació a la comunitat de mems». Distractify ha dit que el canal és popular entre una base d'espectadors més joves.
L'especialista en tendències Phil Ranta va explicar que la serialització de la sèrie va fer que «la gent tingués una raó per tornar-hi». També van explicar la sensació «genuïna» de la sèrie i que simplement la sort va impulsar la seva popularitat. Skibidi Toilet ha incitat molts fanàtics a crear i publicar obres de fans a TikTok. Influencer Apps LLC va publicar un joc mòbil derivat anomenat «Skibidi War - Toilets Attack», que Distractify descriu com un «joc de trets tradicional de dalt a baix». Hand Up Digital LLC planeja publicar una versió per a Steam del joc.